# Petite rivière Rouge (Rivière de la Petite Nation)
Pour les articles homonymes, voir rouge (homonymie).
La Petite rivière Rouge est un tributaire de la rivière de la Petite Nation (bassin versant de la rivière des Outaouais). Elle coule d'abord dans la municipalité de Saint-Émile-de-Suffolk, puis de Namur, Notre-Dame-de-la-Paix et de Papineauville, dans la municipalité régionale de comté (MRC) de Papineau, dans la région administrative de Outaouais, au Québec, au Canada.

## Géographie
La Petite rivière Rouge prend sa source au lac des Plages, dans la municipalité de Saint-Émile-de-Suffolk.
À partir de l’embouchure du lac des Plages, la Petite rivière Rouge coule généralement vers le sud. Son cours traverse le lac des Îles, le lac Saint-Émile et le lac du Bac. Dans la municipalité de Namur, la rivière passe par le lac Roquet, reçoit les eaux de la Petite rivière Rouge Est, puis descend par la chute Minée. La Petite rivière Rouge se déverse ensuite sur la rive nord-est de la rivière de la Petite Nation, dans la municipalité de Papineauville.

## Toponymie
Le toponyme Petite rivière Rouge a été officialisé le 5 décembre 1968 à la Commission de toponymie du Québec.